# تادار
تادار یا درخت تا یا چوب‌نظر (نام علمی: Celtis caucasica) از درختان بومی ایران است.